# نوغاب (درمیان)
نوغاب روستایی در دهستان نوغاب و مرکز این دهستان در بخش مرکزی شهرستان درمیان استان خراسان جنوبی ایران است. بر پایه سرشماری عمومی نفوس و مسکن در سال ۱۳۹۰ جمعیت این روستا ۳٬۳۴۲ نفر (در ۸۵۱ خانوار) بوده است.
از افراد  بزرگ این روستا می توان به عارف بالله، امام جمعه سابق و مرد نیکو صفات منطقه درمیان مولانا محمد صدیق مرتضوی ( رحمه الله علیه) و حاج محمد کاظم خسروی اشاره کرد. 